# Dumitru Axinte
Dumitru Axinte (né le 9 mai 1952 à Bucarest en Roumanie) est un joueur de hockey sur glace roumain. Il a représenté la Roumanie lors des Jeux olympiques d'hiver de 1976 à Innsbruck et de 1980 à Lake Placid.

## Biographie

### En club
Dumitru a commencé à jouer dans le championnat national roumain en 1971, avec le Dinamo Bucarest, il continuera de jouer avec cette équipe jusqu'en 1981.

### En équipe nationale
Il représente la Roumanie au championnat du monde à dix reprises, également aux Jeux olympiques d'hiver de 1980 où ils finissent en septième position et aux Jeux olympiques d'hiver de 1980 où il arrive en septième place.
En 2010, dans le cadre d'un interview avec l'IIHF, Doru Tureanu déclare que le trio qu'il formait avec Axinte et Marian Costea est le meilleur de l'histoire du hockey roumain.

## Statistiques

### En club
| Saison    | Équipe          | Ligue               |                            | Saison régulière           | Saison régulière           | Saison régulière           | Saison régulière           | Saison régulière           |                            | Séries éliminatoires       | Séries éliminatoires       | Séries éliminatoires       | Séries éliminatoires | Séries éliminatoires |
| Saison    | Équipe          | Ligue               | PJ                         | B                          | A                          | Pts                        | Pun                        | PJ                         | B                          | A                          | Pts                        | Pun                        |                      |                      |
| 1971-1972 | Dinamo Bucarest | Superliga Națională | Statistiques indisponibles | Statistiques indisponibles | Statistiques indisponibles | Statistiques indisponibles | Statistiques indisponibles | Statistiques indisponibles | Statistiques indisponibles | Statistiques indisponibles | Statistiques indisponibles | Statistiques indisponibles |                      |                      |
| 1972-1973 | Dinamo Bucarest | Superliga Națională | Statistiques indisponibles | Statistiques indisponibles | Statistiques indisponibles | Statistiques indisponibles | Statistiques indisponibles | Statistiques indisponibles | Statistiques indisponibles | Statistiques indisponibles | Statistiques indisponibles | Statistiques indisponibles |                      |                      |
| 1973-1974 | Dinamo Bucarest | Superliga Națională | Statistiques indisponibles | Statistiques indisponibles | Statistiques indisponibles | Statistiques indisponibles | Statistiques indisponibles | Statistiques indisponibles | Statistiques indisponibles | Statistiques indisponibles | Statistiques indisponibles | Statistiques indisponibles |                      |                      |
| 1974-1975 | Dinamo Bucarest | Superliga Națională | Statistiques indisponibles | Statistiques indisponibles | Statistiques indisponibles | Statistiques indisponibles | Statistiques indisponibles | Statistiques indisponibles | Statistiques indisponibles | Statistiques indisponibles | Statistiques indisponibles | Statistiques indisponibles |                      |                      |
| 1975-1976 | Dinamo Bucarest | Superliga Națională | Statistiques indisponibles | Statistiques indisponibles | Statistiques indisponibles | Statistiques indisponibles | Statistiques indisponibles | Statistiques indisponibles | Statistiques indisponibles | Statistiques indisponibles | Statistiques indisponibles | Statistiques indisponibles |                      |                      |
| 1976-1977 | Dinamo Bucarest | Superliga Națională | Statistiques indisponibles | Statistiques indisponibles | Statistiques indisponibles | Statistiques indisponibles | Statistiques indisponibles | Statistiques indisponibles | Statistiques indisponibles | Statistiques indisponibles | Statistiques indisponibles | Statistiques indisponibles |                      |                      |
| 1977-1978 | Dinamo Bucarest | Superliga Națională | Statistiques indisponibles | Statistiques indisponibles | Statistiques indisponibles | Statistiques indisponibles | Statistiques indisponibles | Statistiques indisponibles | Statistiques indisponibles | Statistiques indisponibles | Statistiques indisponibles | Statistiques indisponibles |                      |                      |
| 1978-1979 | Dinamo Bucarest | Superliga Națională | Statistiques indisponibles | Statistiques indisponibles | Statistiques indisponibles | Statistiques indisponibles | Statistiques indisponibles | Statistiques indisponibles | Statistiques indisponibles | Statistiques indisponibles | Statistiques indisponibles | Statistiques indisponibles |                      |                      |
| 1979-1980 | Dinamo Bucarest | Superliga Națională | Statistiques indisponibles | Statistiques indisponibles | Statistiques indisponibles | Statistiques indisponibles | Statistiques indisponibles | Statistiques indisponibles | Statistiques indisponibles | Statistiques indisponibles | Statistiques indisponibles | Statistiques indisponibles |                      |                      |
| 1980-1981 | Dinamo Bucarest | Superliga Națională | Statistiques indisponibles | Statistiques indisponibles | Statistiques indisponibles | Statistiques indisponibles | Statistiques indisponibles | Statistiques indisponibles | Statistiques indisponibles | Statistiques indisponibles | Statistiques indisponibles | Statistiques indisponibles |                      |                      |
| 1981-1982 | Dinamo Bucarest | Superliga Națională | Statistiques indisponibles | Statistiques indisponibles | Statistiques indisponibles | Statistiques indisponibles | Statistiques indisponibles | Statistiques indisponibles | Statistiques indisponibles | Statistiques indisponibles | Statistiques indisponibles | Statistiques indisponibles |                      |                      |
| 1982-1983 | Dinamo Bucarest | Superliga Națională | Statistiques indisponibles | Statistiques indisponibles | Statistiques indisponibles | Statistiques indisponibles | Statistiques indisponibles | Statistiques indisponibles | Statistiques indisponibles | Statistiques indisponibles | Statistiques indisponibles | Statistiques indisponibles |                      |                      |

### En équipe nationale
| Année | Équipe   | Compétition            |    | PJ | B | A  | Pts | Pun |
| 1972  | Roumanie | Championnat du monde B | 2  | 0  | 0 | 0  | 0   |     |
| 1973  | Roumanie | Championnat du monde B | 7  | 1  | 0 | 1  | 6   |     |
| 1974  | Roumanie | Championnat du monde B | 7  | 2  | 2 | 4  | 8   |     |
| 1975  | Roumanie | Championnat du monde B | 7  | 1  | 2 | 3  | 2   |     |
| 1976  | Roumanie | Championnat du monde B | 7  | 3  | 4 | 7  | 6   |     |
| 1976  | Roumanie | Jeux Olympiques        | 6  | 3  | 2 | 5  | 0   |     |
| 1977  | Roumanie | Championnat du monde   | 10 | 3  | 0 | 3  | 0   |     |
| 1978  | Roumanie | Championnat du monde B | 7  | 5  | 6 | 11 | 2   |     |
| 1979  | Roumanie | Championnat du monde B | 6  | 4  | 2 | 6  | 8   |     |
| 1980  | Roumanie | Jeux Olympiques        | 5  | 0  | 1 | 1  | 0   |     |
| 1981  | Roumanie | Championnat du monde B | 7  | 0  | 3 | 3  | 2   |     |
| 1982  | Roumanie | Championnat du monde B | 7  | 1  | 2 | 3  | 4   |     |
| 1983  | Roumanie | Championnat du monde B | 7  | 0  | 0 | 0  | 2   |     |